# Пивенштейн, Андрей Иванович
Андрей Иванович Пивенштейн (15 апреля 1887, Варшава — 14 или 15 января 1963, Сан-Франциско) — российский и украинский офицер, капитан РИА, подполковник Армии УНР.

## Биография
Родился 15 апреля 1887 года в одной из крепостей Варшавы. Окончил Варшавское реальное училище и Одесское пехотное училище (август 1910 года), зачислен подпоручиком в Енисейский 94-й пехотный полк (24-я пехотная дивизия) в Пскове. Произведён в поручики в сентябре 1913 года. В 1914 году отправился на фронт Первой мировой младшим офицером пулемётной команды, позднее командовал пулемётной командой. С сентября 1916 года в 11-м радиотелеграфном дивизионе. Награждён четырьмя орденами, в том числе орденом Святого Владимира IV степени с мечами и бантом. Ранен и контужен. Дослужился до звания капитана.
С февраля 1918 года Пивенштейн — начальник отряда для несения залоговой (гарнизонной) службы в Бердичеве. С мая 1918 года — старшина для поручений помощника начальника демобилизационной части 2-го Подольского корпуса Армии Украинской Державы. С 17 марта 1919 года — старший адъютант разведывательной части 10-го корпуса Армии УНР. Начальник административного отдела губернского комиссара Подолья. С 15 августа 1919 года — начальник телеграфно-телефонной станции Главного атамана УНР. С 20 октября 1919 года штатный преподаватель Житомирской юношеской школы. В 1920 году — начальник отдела связи 3-й Железной стрелковой дивизии.
После окончания Гражданской войны Пивенштейн эмигрировал в Польшу, а затем в США. Отказался от сотрудничества с УНР, возглавил исполком Общества российских ветеранов Первой мировой войны в Сан-Франциско. Автор статей религиозного и патриотического содержания, которые публиковались в эмигрантских газетах «Вестник» (Париж), «Россия» (Нью-Йорк) и «Русская жизнь» (Сан-Франциско).
Скончался 14 или 15 января 1963 года в Сан-Франциско. Там же похоронен.